# Lorenzo Binago
Lorenzo Binago (1554–1629) foi um arquiteto italiano do período maneirista tardio/ barroco inicial em Milão . Foi, por vocação, também um monge barnabita. Arquitecto da ordem, desenhou o colégio de S. Vincenzo em Cremona, a igreja dos Barnabitas em Casale Monferrato, a igreja de S. Marco em Novara.
Um de seus alunos foi o futuro arquiteto Francesco Maria Richini . A sua principal obra é a influente igreja de Sant'Alessandro in Zebedia, iniciada em 1601, uma das obras-primas da arquitetura italiana do século XVII.